# Pieszko

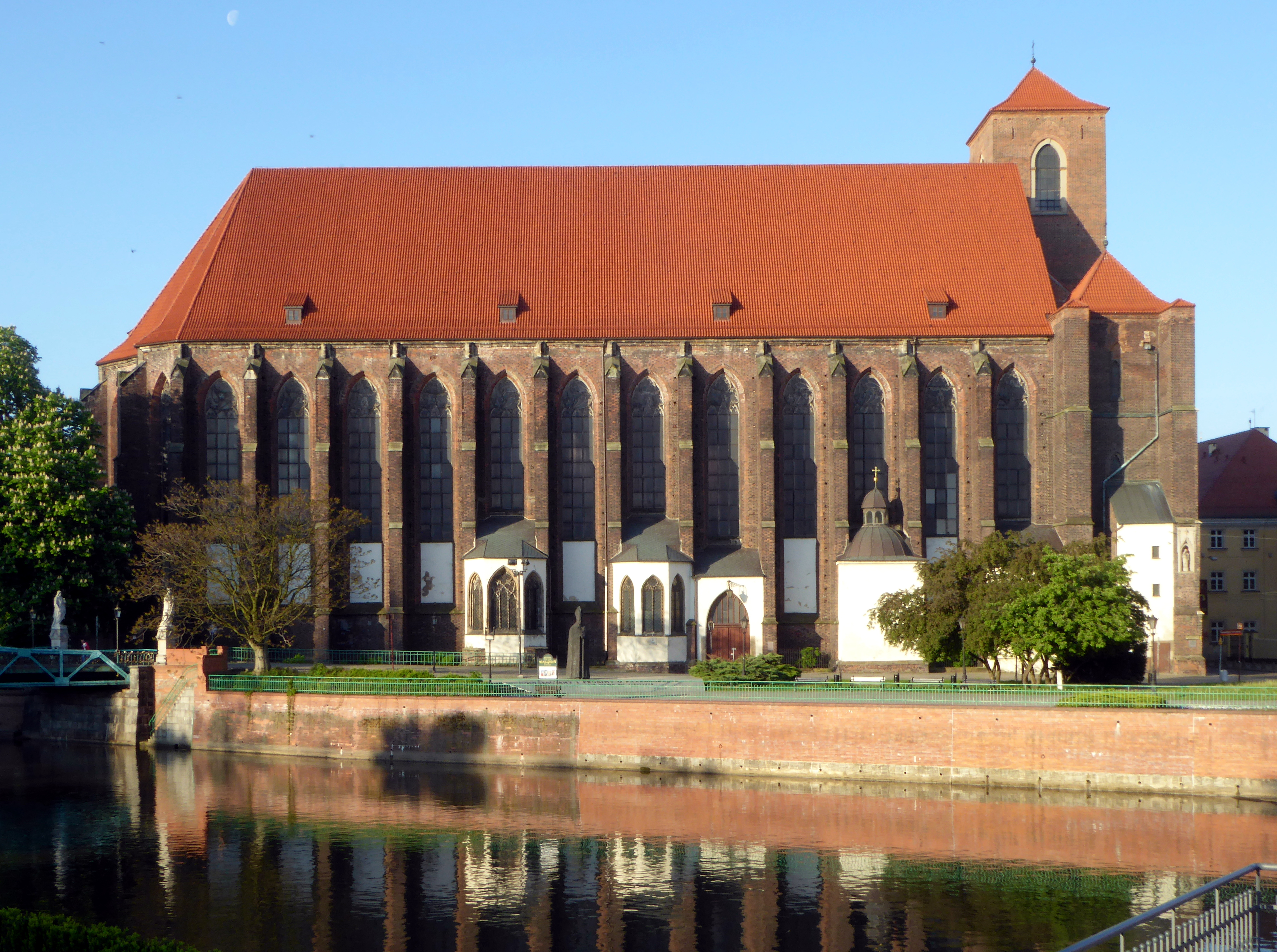
Pieszko: kośc. NMP we Wrocławiu

Mistrz Pieszko, magister Pesco, Peschel (ok. 1320–1371) — średniowieczny budowniczy epoki gotyku działający we Wrocławiu.
Realizował zlecenia biskupa Przecława z Pogorzeli. Był projektantem kaplicy Mariackiej w katedrze wrocławskiej w latach 1354–1368 (wedle innych źródeł 1345–1369), gdzie na wspornikach mogą widnieć wizerunki jego i żony. Brał udział w budowie chóru katedralnego, kościoła NMP na Piasku (St. Maria in Arena) (od 1365) i katedry św. Marii Magdaleny (do 1362). 
Przypisuje się mu charakterystyczne dla wrocławskiego gotyku sklepienia 3–podporowe, które pojawiły się w czasach jego aktywności. 
Mieszkał na Nowym Targu.